# Сутри (Витербо)
Сутри (итал. Sutri) је насеље у Италији у округу Витербо, региону Лацио.
Према процени из 2011. у насељу је живело 4162 становника. Насеље се налази на надморској висини од 311 м.

## Становништво
Према резултатима пописа становништва 2011. у општини је живело 6.552 становника.
| 1931. | 1936. | 1951. | 1961. | 1971. | 1981. | 1991. | 2001. | 2011. |
| ----- | ----- | ----- | ----- | ----- | ----- | ----- | ----- | ----- |
| 3.007 | 2.918 | 3.133 | 3.232 | 3.041 | 3.427 | 4.334 | 5.055 | 6.552 |